# RMC BFM
RMC BFM es un grupo audiovisual francés creado en diciembre de 2000 por Alain Weill, ex director general de NRJ Group.

## Historia
El 5 de julio de 2000, NRJ Group adquiere la radio nacional de información general RMC, cuya audiencia estaba en caída libre por su cobertura limitada. Sin embargo, la ley francesa que prohíbe a un grupo mediático tener más de 150 millones de oyentes potenciales amenazaba la supervivencia de NRJ Group. Por ello, el 13 de noviembre de 2000, NRJ Group anuncia que renuncia a RMC para cumplir así con la ley.
En diciembre de 2000 , Alain Weill, entonces presidente de NRJ Group, dimite para crear Nextradio para recuperar RMC. Inspirado por la radio que se hacía en EE. UU. , organizó el reposicionamiento de la emisora en torno a tres pilares : información, programas de entrevistas y deportes. El nuevo formato se creó el 22 de enero de 2001 y la emisora fue renombrada como RMC Info en junio de 2001. Alain Weill compró los derechos exclusivos para transmitir el Mundial de Fútbol 2002. En 2003, la emisora resucita y vuelve a obtener beneficios por primera vez en 20 años.
En 2002 , NextRadio pone en marcha la radio BFM, entonces en quiebra. Dos tercios de los empleados de la emisora son despedidos , y los programas se reorientaron con éxito a asuntos como la economía y las finanzas. La emisora vuelve a ser rentable.
En 2005, con la llegada de la TDT en Francia, Alain Weill expresó su deseo de crear una emisora de información deportiva: RMC Sports. Pero el proyecto no es aceptado el Consejo Superior Audiovisual (CSA) de Francia.
El 4 de abril de 2007, NextRadioTV adquirió Groupe Test (propietario de los sitios web 01Net , 01Men y CadresOnline y de las revistas Micro Hebdo, L'Ordinateur Individuel y 01 Informatique) por 80 millones de €. De acuerdo con las declaraciones del Grupo, esta adquisición permite a NextRadioTV convertirse en "un jugador importante en la publicidad en Internet y en el primer operador de las nuevas tecnologías de la comunicación".
En octubre de 2008, el grupo anuncia su intención de crear un año después "TBFM" (o "Tribune BFM"), un canal de televisión de pago por cable, satélite y ADSL. Este nuevo canal, dedicado a la información económica y financiera, debía estar apoyado por los equipos de BFM Radio y del diario Le Tribune, comprado por Alain Weill en 2008.
Entre 2008 y 2010, Alain Weill obtiene, a través de su holding, una participación económica en el diario de información Le Tribune.
En diciembre de 2008, William Dubois, director de BFM y BFM TV, también se convirtió en director del centro de información para el canal audiovisual NextRadioTV (RMC , BFM y BFM TV), mientras que Christophe Jakubyszyn, periodista político del diario Le Monde, se convierte en editor de RMC4.
En septiembre de 2009, el grupo compró Volnay Publication France, que publica varias revistas en el campo de la tecnología de la información (SVM , SVM Mac , iPod y PC Expert SVM).
En abril de 2010 , NextRadioTV anuncia el cierre de las publicaciones  SVM y PC Expert, "para centrarse en las revistas de tirada masiva y con perspectivas un crecimiento más fuerte", según Alain Weill. En mayo de 2010, Alain Weill anuncia que vende su participación del 80% en Le Tribune, manteniendo una participación minoritaria del 20%.
En junio de 2010, el Tribunal de Comercio de París está de acuerdo en que el grupo NextRadioTV adquiera la cadena Cap 24.
En marzo de 2012 , el Consejo Superior del Audiovisual (CSA) adjudica un nuevo canal de TDT al Grupo: RMC Découverte. Fue lanzado el 12 de diciembre de 2012 y emite principalmente documentales.
El 4 de abril de 2013, Micro Hebdo y la revista Personal Computer se unen para lanzar la revista quincenal 01Net.
El 28 de junio de 2013, Alain Weill anuncia la venta de las revistas  01 net y 01 Business, que fueron adquiridas en 2007. Esta desinversión se hace con el fin de centrarse en la televisión , la radio y la web.

## Actividad

### Televisión
NextRadioTV tiene cuatro canales de televisión en abierto en la TDT francesa: BFM TV, BFM Paris, Numéro 23 y RMC Découverte. También distribuye un canal exclusivamente a través de plataformas de pago: BFM Business.
- BFM TV: Cadena de información general del grupo NextRadioTV. Emite de forma gratuita las 24 horas por la televisión digital terrestre francesa. También se encuentra disponible por cable, satélite y ADSL. Está enfocado principalmente a la actualidad económica y social.

- BFM Business: Cadena de información especializada en la actualidad económica y financiera que comenzó las emisiones el 22 de noviembre de 2010. La cadena se distribuye actualmente por satélite, cable y ADSL. Emitió por la televisión digital terrestre en la región de Ile de France hasta el lanzamiento de BFM Paris el 7 de noviembre de 2016.

- RMC Story: Cadena generalista del grupo NextRadioTV que se difunde a través de la televisión digital terrestre francesa, satélite y redes de cable.

- RMC Découverte: Cadena especializada en la emisión de documentales. Se basa en 5 temáticas que comprenden la historia e investigaciones, aventuras y animación, ciencia y tecnología, viajes y "Real Life". Emite en la televisión digital terrestre francesa, satélite, cable y ADSL desde el 12 de diciembre de 2012.

- BFM Paris: Cadena de información regional difundida en la televisión digital terrestre de Ile de France y redes de cable desde el 7 de noviembre de 2016.

### Radio
El grupo también es propietario de dos emisoras de radio: RMC y BFM Business:
- RMC: es una radio perteneciente al grupo NextRadio, que reanudó sus emisiones en el año 2000. Esta radio está compuesta de 266 frecuencias FM y una frecuencia AM. Su programación se encuentra orientada a dos pilares básicos, que son la actualidad e información deportiva con un hueco importante para talk-shows e información general.

- BFM Business: Es una radio adquirida por NextRadioTV en 2002 y que alterna informativos, entrevistas y programas de debate sobre noticias económicas. Dispone de 34 frecuencias FM y está dirigida a una audiencia “premium” (directores generales, CEOs y otros trabajadores con rango ejecutivo).

## Información económica
Los principales accionistas de NextRadioTV son Alain Weill (35,44%) y Alpha Radio (23,7%).
En enero de 2013, NextRadioTV llegó a un acuerdo con el Principado de Mónaco por su participación en Radio Monte Carlo. Bajo los términos de este acuerdo, NextRadioTV adquiere el 4,56% de RMC a cambio de un 1,77% del capital de NextRadioTV. Tras esta operación, NextRadioTV posee el 99,9% de RMC. El Principado de Mónaco se reserva el 0,1% de RMC y ahora es dueño de un 3% del capital de NextRadioTV.

## Organización

### Dirección
- Alain Weill : presidente-director general del grupo
- Damien Bernet : director general adjunto del grupo
- Frank Lanoux : director delegado y president y director general de RMC
- François Pesenti : director general de RMC Sport
- Guenaëlle Troly : director general adjunto de RMC découverte
- Guillaume Dubois : director general de BFM TV, Business FM y CBFM
- Pierre-Henry Médan : director general de NextRégie

### Consejo de administración
El consejo de administración se encuentra compuesto por 7 administradores:
- Alain Weill
- WMC, representado por Damien Bernet
- Alain Blanc-Brude
- Nicolas Ver Hulst
- Isabelle Weill
- Fimalac, representado por Marc Ladreit de Lacharrière
- André Saint-Mleux